# アラサヌ・プレア
アラサヌ・プレア（Alassane Pléa，1993年3月10日 - ）は、フランス・ノール県リール出身のサッカー選手。ポジションはフォワード。ボルシア・メンヒェングラートバッハ所属。

## 経歴
2012年10月7日に、オリンピック・リヨンで公式戦デビューを果たす。その後OGCニースに移籍すると、リュシアン・ファーヴル監督のもとでブレイクし、4年間で合計36ゴールをたたきだした。
2018年7月、プリーはボルシア・メンヒェングラートバッハと5年契約を結んだ。 ニースに支払われた移籍金は2,500万ユーロと報じられた。 2021年8月13日、プリーはブンデスリーガの開幕戦でバイエルン・ミュンヘンと1-1で引き分けた試合で先制ゴールを決めた。